# Manhattan (Turku)
Pour les articles homonymes, voir Manhattan.
Manhattan est un bâtiment situé dans le quartier de Pitkämäki à Turku en Finlande.

## Présentation
Le bâtiment postmoderne, achevé en 1990, a été conçu par le cabinet d'architectes Casagrande & Haroma.
Situé en bordure de la voie rapide de Naantali il abrite un centre commercial et un centre sportif.

## Centre commercial
Le centre commercial de Manhattan comprend, entre autres, S-market, station d'essence Neste, pharmacie, Alko, marchés aux puces Kirppis-Center et Pikkusiili, Minihinta.

## Centre sportif
Le Centre sportif de Manhattan est installé dans les étages supérieurs du bâtiment.
On peut y jouer au tennis, au floorball, au squash, au badminton et au tennis de table.